# 勁歌金曲頒獎典禮年度優秀歌星
勁歌金曲頒獎典禮年度優秀歌星是由香港電視廣播有限公司頒發。
年度優秀歌星於2020年才設立，并因為2021/2022年度《勁歌金曲頒獎典禮》及《十大中文金曲頒獎音樂會》合併為《香港金曲頒獎典禮》而不再設立這獎項，所以這獎項只有1位得獎者。

## 得獎及候選名單

### 2020年代
| 年份            | 年度優秀歌星 |
| 2020年 (第38屆) | 泳 兒        |